# Cornelius van Bynkershoek

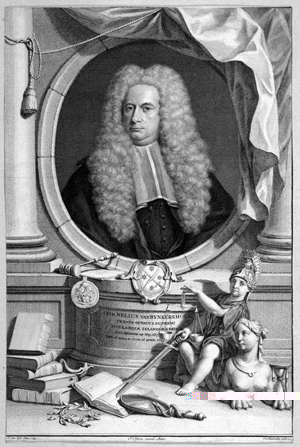
Cornelis van Bijnkershoek.

Cornelis van Bijnkershoek (alias Cornelius van Bynkershoek) (n. Middelburg, 29 de mayo de 1673 – f. La Haya, 16 de abril de 1743) fue un jurista y teórico político neerlandés que ha contribuido al desarrollo del derecho internacional en obras como la de Dominio Maris (1702); Observationes Juris Romani (1710), de las que una continuación en cuatro libros apareció en 1733, el tratado De legatorum foro (1721), y la Juris Publici Quaestiones (1737). Tras su muerte se publicaron dos ediciones completas de sus obras: una en folio en Ginebra en 1761, y otra en dos tomos en folio en Leiden en 1766. 
Van Bynkershoek fue especialmente importante en el desarrollo de la Ley del Mar. En particular, sostuvo que los Estados ribereños tienen derecho a las aguas adyacentes. La anchura del mar territorial, que podría ser reclamado por un Estado ribereño era de unas tres millas náuticas, o la distancia que un cañón puede disparar desde la orilla. Esta idea se convirtió en práctica común y era conocida como la "regla del cañonazo".